# Piazza Mario Pagano
Piazza Mario Pagano è una piazza del centro storico di Potenza.

## Storia
Gli intendenti Iurlo ed Eduardo Winspeare progettarono tra il 1838 ed il 1839 la realizzazione di una seconda piazza oltre alla già esistente piazza del Sedile. Vennero così abbattuti gli immobili che costituivano i vicoletti fino ad allora presenti e l'architetto Giuseppe D’Errico fu il direttore del cantiere, la cui attività iniziò nel 1844. Il nome originale fu piazza del Mercato in onore del mercato domenicale, successivamente venne denominata piazza Prefettura ma nel 1870 venne intitolata al giurista Mario Pagano. Nella piazza sono presenti la Prefettura, detta Palazzo del Governo ed anticamente parte della Chiesa e Convento di San Francesco, ed il Teatro Francesco Stabile, il quale è ispirato all'architettura tipica del 1800. Nel 2007 viene progettata una ristrutturazione dall'architetto Gae Aulenti e viene completata nel 2012. L'architetto Gae Aulenti muore poco dopo, questa è quindi tra le sue ultime opere. Nel 2017 ne viene proposta l'intitolazione al politico Emilio Colombo, ma gli viene poi intitolata un'altra strada.
Nel 2016 e nel 2019 ha ospitato il concerto Rai di fine anno L'anno che Verrà.
Guardando in alto si può vedere l'orologio della Prefettura, il quale rimase fermo alle 19:35 in seguito al terremoto che devastò la città nel 1980.